# Hardened Heart
Hardened Heart è un singolo del cantautore britannico Tom Chaplin, pubblicato l'11 agosto 2016 come primo estratto dal primo album in studio The Wave.

## Video musicale
Il videoclip è stato diretto da David East è stato pubblicato il 10 agosto 2016 attraverso il canale YouTube del cantante.

## Tracce
1. Hardened Heart – 3:44

## Formazione
- Tom Chaplin – voce
- Matt Hales – produzione
- Matt Morris – ingegneria del suono
- Ben Baptie – missaggio
- Adam Ayan – mastering
- Ben McLusky – registrazione agli Snap
- Carson Lehman – registrazione aggiuntiva